# Rajd Irlandii
Rajd Irlandii (oficjalnie Rally Ireland) - rajd samochodowy organizowany od 2007 roku z bazą w Sligo, eliminacja Rajdowych Mistrzostw Świata. Rajd ten jest rozgrywany na nawierzchniach asfaltowych.
Niektóre odcinki specjalne rozgrywane są na terytorium Irlandii Północnej.

## Zwycięzcy
| Rok  | Nazwa rajdu       | Kierowca       | Pilot        | Samochód       | Kategoria |
| ---- | ----------------- | -------------- | ------------ | -------------- | --------- |
| 2007 | 1st Rally Ireland | Sébastien Loeb | Daniel Elena | Citroën C4 WRC | WRC       |
| 2009 | 2nd Rally Ireland | Sébastien Loeb | Daniel Elena | Citroën C4 WRC | WRC       |

- WRC - Rajdowe Samochodowe Mistrzostwa Świata